# Villa Vásquez (kommun)
Villa Vásquez är en kommun i Dominikanska republiken. Den ligger i provinsen Monte Cristi, i den nordvästra delen av landet, 200 km nordväst om huvudstaden Santo Domingo. Antalet invånare i kommunen är cirka 14 000.
Terrängen i Villa Vásquez är platt åt sydväst, men åt nordost är den kuperad.